# Torviscosa
Torviscosa (friuli nyelven Tor di Zuin vagy Il Tor) település Olaszországban, Friuli-Venezia Giulia régióban, Udine megyében. Lakosainak száma 2603 fő (2023. január 1.). Torviscosa Bagnaria Arsa, Cervignano del Friuli, Gonars, Grado, Porpetto, San Giorgio di Nogaro és Terzo di Aquileia községekkel határos.

## Népesség
A település népességének változása:
| Lakosok száma | 2821 | 2829 | 2603 |
|               | 2017 | 2018 | 2023 |